# Миленко Бељански
Миленко Бељански (1923 — 1996) био је оснивач и директор „Сомборских новина”. Поред тога се бавио истраживачким радом, политиком и објављивањем књига.
Написао и учествовао у штампању преко сто књига и публикација. Основна тематика је била историја Сомбора и околних места.
За свој рад је добио преко 70 одликовања и награда.
Део нобјављених рукописа је депонован у Историјском архиву у Сомбору, Народној библиотеци „Карло Бјелицки” у Сомбору, у рукописном одељењу Матице српске у Новом Саду, Одељењу за књижевност и језик Матице српске.

## Књиге које је написао
Ово није комплетан списак.
1. „Четири сусрета са људима” - ратне успомене аутора - 1967 година, 3000 примерака, 240 страна
2. „Хроника о радничком покрету и КПЈ у Сомбору и околини 1918—1941. година” - 1968 година, 700 примерака, 240 страна
3. „Хроника о народно ослоболилачком рату у Сомбору и околини 1941—1945. године” - 1969 године, 1200 примерака, 330 страна
4. „Бељански у Сомбору и другим местима у Бачкој” - 1968 године, 500 примерака, 75 страна
5. „Сомборске породице” - 1969 година, 1000 примерака, 190 страна
6. „Сомборски салаши” - 1970 година, 1000 примерака, 130 страна
7. „Сомбор у буњевачки национални препород” - 1970 година, 1000 примерака, 90 страна
8. „Растинци и Шантићани у Шарварском логору” 1971 година, 1000 примерака, 170 страна
9. „Трагајући за Бодрогом и Моноштором до краја осамнаестог века” - 1972 година, 1000 примерака, 86 страна
10. „Мађари сомборског краја у борби против фашизма” - 1973 година, 1000 примерака, 94 стране
11. „Сомборци у ратном заробљеништву” - 1974 година, 1000 примерака, 94 стране
12. „Летопис Сомбора од 1360 до 1800 године” - 1974 година, 1000 примерака, 165 страна[1]
13. „Hetes es Kupuszina tortenete a tizennyolcadik szazad vegeig” - на мађарском 1974 године, 1000 примерака, 60 страна
14. „Први месеци народне власти у Сомбору и околини 1944 до 1945 године” - 1974 године, 1000 примерака, 110 страна
15. „Значај илегалног рада КПЈ за развитак народноослободилачког рата у сомборском округу” - 1975 година, 1200 примерака, 60 страна
16. „Бочкеновић, Врањешево и Пригревица - постојбина предака данашњих Стапараца” - 1972 година, 1000 примерака, 110 страна
17. „Колут и Колућани” -1976 година, 1000 примерака, 150 страна
18. „Бачки брег и његови житељи” - 1976 година, 1000 примерака, 150 страна
19. „Дани наше младости, сећања на СКОЈ у Сомбору” - 1977 године, 1000 примерака, 40 страна
20. „Запис о Сомбору, људима и пределима” - 1977 године, 600 примерака, 60 страна
21. „Тито у сомборским документима и сећањима” - 1978 година, 1500 примерака, 60 страна
22. „Други запис о Сомборцима и околини” - 1978 године, 1000 примерака, 120 страна
23. „Сто десет година банкарства у Сомбору” - 1978 године, 1000 примерака, 80 страна
24. „Крњаја, Кљајићево” - 1978 године, 1000 примерака, 100 страна
25. „Шара, Баба пуста, Каћмарски салаш, Алекса Шантић” - 1978 године, 1000 примерака, 95 страна
26. „Трећи записа о Сомборцима и пределима” - 1979 године, 1000 примерака, 170 страна
27. „Поново о сомборским салашима” - 1978 године, 1000 примерака, 170 страна
28. „A Zombor kornyeki magyarok a fasuzmus elleni harcban” - на мађарском, 1979 године, 2500 примерака, 100 страна
29. „Сомборски јевреји од 1735 до 1970 године" - 1970 године, 1000 примерака, 50 страна
30. „Мали час историје о Сомбору” - 1980 године, 1500 примерака, 80 страна
31. „Сомборска привреда 1944—1948. године” - 1980 године, 2000 примерака, 160 страна
32. „Летопис Сомбора од 1801 до 1860 године” - 1981 година, 1600 примерака, 185 страна
33. „Летопис Сомбора од 1861 до 1876 године” - 1982 година, 1500 примерака, 180 страна
34. „Летопис Сомбора од 1877 до 1096 године” - 1983 година, 1500 примерака, 175 страна
35. „Гаково” - 1983 година, 1000 примерака, 120 страна
36. „Летопис Сомбора од 197 до 1914 године” - 1983 година, 1500 примерака, 200 страна
37. „Немеш Милетић, Светозар Милетић” - 1984 година, 1700 примерака, 200 страна
38. „Станишић” - 1986 године, 250 страна
39. „Шест векова Чонопље” - 1986 године
40. „Сомборско ватрогаство између 1749 и 1987 године” - 11987 године, 209 страна
41. „Бачки Моноштор између 1801 и 1920 године” - 1986 године, 71 страна
42. „Стогодишњица удружења занатлија у Сомбору” - 1987 година, 194 стране
43. „Затвор у Калочи” - 1989 године, 96 страна

### Kњижице које је објавио
1. „Сомборски партизански одред” - 1954 година, 500 примерака, 55 страна
2. „Два партизанска друга” - 1959 година, 500 примерака, 35 страна (биографије Ерне Киша и Каменка Гагрчина)
3. „Пут до имена Сомбор” - 1968 година, 500 примерака, 15 страна
4. „Најстарији познати житељ Сомбора” - 1969 године, 500 примарака, 14 страница
5. „Где је и шта је Бортањ” - 1971 године, 500 примерака, 11 страница
6. „Објективни фактори као компонента Народне револуције” - 1971 година, 500 примерака, 6 страна
7. „Салаши  Матарићи и Раичи” - 1973 година, 500 примерака, 17 страна
8. „Гоге код Сомбора” - 1973 година, 500 примерака, 18 страна
9. „Пангаре, Госпин сокак, Чутка, Шикара, Стрилић, Мали Беч и Чаталински пут” - 1973 година, 500 примерака, 25 страна
10. „Презиме Бељански и давнашња постојбина Бељанских” - 1974 година, 350 примарака, 25 страна
11. „Жупаниска зграда у Сомбору” - 1974 година, 1000 примарака, 14 страна
12. „Партизанско гробље у Сомбору” - 1974 године, 1000 примарака, 22 стране
13. „Беле јаме у Сомбору” - 1975 година, 500 примарака, 6 страна
14. „Сомборски фијакеристи” - 1975 година, 500 примарака, 16 страна
15. „Бунари, водари и сомборски водовод” - 1976 године, 500 примерака, 20 страна
16. „Безданска чарда на Дунаву” - 1976 године, 500 примерака, 4 стране
17. „Трг братсва и јединства и Улица седмог јула у Сомбору” - 1976 године, 500 примерака, 22 стране
18. „Последњи сомборски волар” - 1976 година 500 примерака, 18 страна
19. „Harom dal Titorol es a partizanokrol” - 1979 године, 500 примерака 22 стране
20. „Мађарска добровољачка црвена бригада Петефи” - 1979 године, 1000 примерака, 8 страна
21. „Стари сомборски салаши” - 1981 године, 500 примерака, 20 страна
22. „Попина ћуприја, Клиса, Матарићи” - 1982 године, 500 примерака, 13 страна
23. „Ближа околина Сомбора” - 1982 године, 500 примерака, 20 страна
24. „Сасвим различит садржај” - 1983 године, 500 примерака, 22 стране
25. „Павкова колиба” -1985 године, 22 стране
26. „Сомборски фрањевци, реформисан, пентекостан, баптист, муслимански адвентисти” - 1989 година, 22 стране
27. „Двеста година поште у Сомбору” - 1989 године
28. „Сомбор на прагу грађанског дриштва” - 1994 године
29. „Православни у Сомбору” - 1995 године,